# Acryptolaria bulbosa
Acryptolaria bulbosa is een hydroïdpoliep uit de familie Lafoeidae. De poliep komt uit het geslacht Acryptolaria. Acryptolaria bulbosa werd in 1932 voor het eerst wetenschappelijk beschreven door Stechow. 